# Trogaz
A Trogaz egy volt magyar underground rap együttes Paksról, tagjaik Szicsu és Dzsénosz. Az 1998-as Fila Rap Jam-en a Mindenhol jobb c. számukkal elsők lettek és a közönségdíjat is elnyerték. Nem sokkal később egy harmadik tag szegődött melléjük, a szintén paksi Norba, így lett a Dózis nevű formáció, mely a negyedik, egyben utolsó Fila Rap Jam-en (1999) a negyedik helyen végzett, majd hamarosan felbomlott.
A negyedik Fila Rap Jam-ről: A negyedik a Dózis, akik tavaly még más néven voltak döntősök. Az atomsziti emszík egybe nyomják a nyolc percet, sok a váltás a zenében, és szinte végig szövegelnek, néha többen is, mint Qka megjegyezte utána: kemény nyolc percet kaptunk tőlük. forrás: sulinet.hu

## A felbomlás után
Norba közreműködött néhány albumon, például Bankos Rapmotelén, valamint készített vele egy közös LP-t is, a Minden Lében Két Kanál-t, később közreműködött B-Oldal című 2006-ban megjelent albumán is. Majd  megjelent az underground körökben várva várt Amíg a város alszik (2007) című albummal.

Szicsu és Dzsénosz közreműködött az AtomCity Diktál válogatáson (2006), és Norba Amíg a város alszik című albumán is. 

Norba No/One-nal közreműködve kiadott egy EP-t Hanyag elegancia címmel (2008).

## Diszkográfia

### EP/LP
- Trogaz – Idegen Lelkek [LP] (1997)
- Trogaz – Metorf [LP] (1999)
- Dózis – Földalatti Karnevál [LP] (2000)
- Norba – Amíg a város alszik (2007)
- Norba + NO/ONE – Hanyag elegancia [EP] (2008)

### Közreműködés
Norba:
- Bankos – Rapmotel (2003)
- Bankos – B-Oldal (2006)
- Bankos + Norba – Minden lében két kanál (2006)

### Egyéb
- Fila Rap Jam II, Fila Rap Jam 3-4 – Trogaz: Pofon a műfajnak, Trogaz: Mindenhol jobb, Dózis: ÜtemRAPságban
- Intersong Hiphop válogatás – Dózis: Csendélet
- Atomcity diktál

## Videóklip
A Trogaz, mint a FILA Rap Jam győztese a szerződés szerint készíthetett volna egy videóklipet, azonban ez nem történt meg. Később elkészítettek egy klipet a Pofon a műfajnak (ide kattintva megtekinthető) című dalhoz már Dózisként, Norbával kiegészülve.

## Külső hivatkozások
- AtomCityMusic
- Norba MC (myspace.com)
- fórum: HipHop.Hu/forum: Trogaz – Dózis, Zene.Net: TROGAZ-DÓZIS
- videóklip: Dózis – Pofon a műfajnak (YouTube.com)
- Cikkek, interview-k: HipHop.hu/TV – Norba portré, RapBlog: Norba Update